# 笠原大芽
笠原 大芽（かさはら たいが、1995年1月20日 - ）は、福岡県福岡市出身の、元プロ野球選手（投手）。左投右打。
実父は千葉ロッテマリーンズ・福岡ダイエーホークスの投手だった笠原栄一、兄は元プロ野球選手の笠原将生。

## 経歴

### プロ入り前
小学校3年生の時に軟式野球の香椎浜サンダースで野球を始め、4年生時に投手となる。福岡市立香椎第二中学校ではボーイズリーグの福岡ニュースターボーイズに所属した。3年生の夏に九州大会で優勝した。8月10日から行われたジャイアンツカップに出場し1回戦で1失点完投勝利を挙げた。日本代表に選出され、11月に台湾で行われた第3回AAアジアチャレンジマッチにも出場した。
高校は兄と同じ福岡工業大学附属城東高等学校に進学。1年生の夏からベンチ入りし、秋季福岡大会で3回戦の筑陽学園高校戦で2失点完投。2年生の春からエースとして活躍、春の福岡県大会で優勝し、九州大会では4強入り、夏の県大会も4強入りした。3年夏の福岡大会1回戦の対新宮高校戦で、参考記録ながら6回までに完全試合を達成したが、2回戦で沖学園高校に2対3で敗れ、甲子園出場はならなかった。
2012年度プロ野球ドラフト会議にて、地元球団の福岡ソフトバンクホークスから5巡目指名を受けて、契約金3500万円、年俸500万円（金額は推定）という条件で入団。背番号は63。

### プロ入り後
2013年、体力の養成を優先した関係で、一・二軍とも公式戦への登板機会がなく、三軍の対外試合で実戦経験を積んだ。4月14日の対嘉麻市バーニングヒーローズ戦で対外試合デビューを果たすと、7月7日の対愛媛マンダリンパイレーツ戦で初めて先発に起用。三軍戦全体では、21試合に登板すると、61回2/3を投げて防御率3.67という成績を残した。
2014年、4月2日の対オリックス・バファローズ戦（神戸サブ球場）6回裏から、3番手投手としてウエスタン・リーグ公式戦に初登板。5月27日の対阪神タイガース戦で同リーグ公式戦初の先発マウンドを踏むと、先発登板3試合目に当たる7月11日の対オリックス戦で、先発投手としての初勝利を挙げた。7月17日のフレッシュオールスターゲーム（長崎ビッグNスタジアム）では、ウエスタン・リーグ選抜の救援投手として8回表に登板。イースタン・リーグ選抜の先頭打者・井上晴哉からのソロ本塁打で決勝点を奪われたが、この1失点のみで後続を断った。ウエスタン・リーグの後半戦で先発ローテーションに定着すると、先発した7試合で防御率2.40を記録。そのうち6試合でクオリティ・スタート（QS）を達成したり、参考記録ながらQS率が85.7%を占めたりするほどの好投を続けた。8月下旬には一軍の仙台遠征へ帯同したが、プロ入り後初の出場選手登録や、一軍公式戦でのデビューには至らなかった。シーズン終了後には、プエルトリコのウィンターリーグへ派遣されると、ヒガンテス・デ・カロリーナに所属。先発で1試合、中継ぎで2試合に登板したが、リーグ戦の終盤には登板機会がなかった。
2015年、ウエスタン・リーグ公式戦では、3月17日の対阪神戦で開幕投手を任されたことを皮切りに、5試合の登板で1勝1敗、防御率3.60を記録。三軍戦にも24試合に登板で109回を投げ、5勝6敗1セーブ、防御率3.06の成績を挙げたが、一軍昇格の機会はなかった。
2016年、ウエスタン・リーグ公式戦22試合に登板すると、リーグ最多の投球回数（128回3分の1）に到達。チームメイトの山田大樹・阪神の秋山拓巳と共にリーグ1位の9勝を挙げたほか、リーグ単独1位の118奪三振、リーグ単独3位の防御率2.52を記録した。オフの10月12日に第1回WBSC U-23ワールドカップの日本代表に選出された。11月7日のオーストラリア代表との決勝戦で先発を任され、優勝を果たした。11月28日に行われたNPB AWARDS 2016においてウエスタン・リーグの最多勝利投手賞、優秀選手賞、新人賞、努力賞を受賞する。
2017年、宮崎春季キャンプではA組に抜擢され、オープン戦でも結果を残し、自身初の開幕一軍登録を果たした。4月3日に一度出場選手登録を抹消されたが、ウエスタン・リーグ公式戦において、リーグトップの防御率1.42の好投をみせる。5月23日に再登録されると、5月24日に福岡ヤフオク!ドームで行われた対千葉ロッテマリーンズ戦でプロ初登板を果たし、この登板によって日本プロ野球史上初の親子・兄弟揃っての一軍公式戦登板を記録する。親子・兄弟の一軍公式戦出場は堂上親子（父・堂上照、兄・堂上剛裕、弟・堂上直倫）に次いで二例目となる。その後、6月10日のセ・パ交流戦、対阪神タイガース戦まで、中継ぎ投手として6試合の一軍公式戦での登板機会を得る。二軍公式戦においては、21試合の登板で72回1/3を投げ、5勝3敗、防御率2.49の成績を残す。
2018年、一軍での初登板は7月28日の楽天戦9回表、1-6からの5番手としての登板だったが、打者6人に2安打1死球で1点を許し、これが同年の一軍唯一の登板となった。同年オフの宮崎でのフェニックスリーグでは、最速147km/hを計測するなど復調してきていたが、11月4日、次年度の契約を結ばないことを球団から通告され、同年12月に育成選手として再契約することになった。
2019年、支配下選手契約への昇格および一軍での試合出場はなく、10月1日、2年連続で次年度の契約を結ばないことを球団から通告された。笠原本人としては前年よりも調子が良かったとして現役続行の道を模索していたが、のちに現役引退を表明し、ソフトバンクの球団職員として球団に残ることとなった。

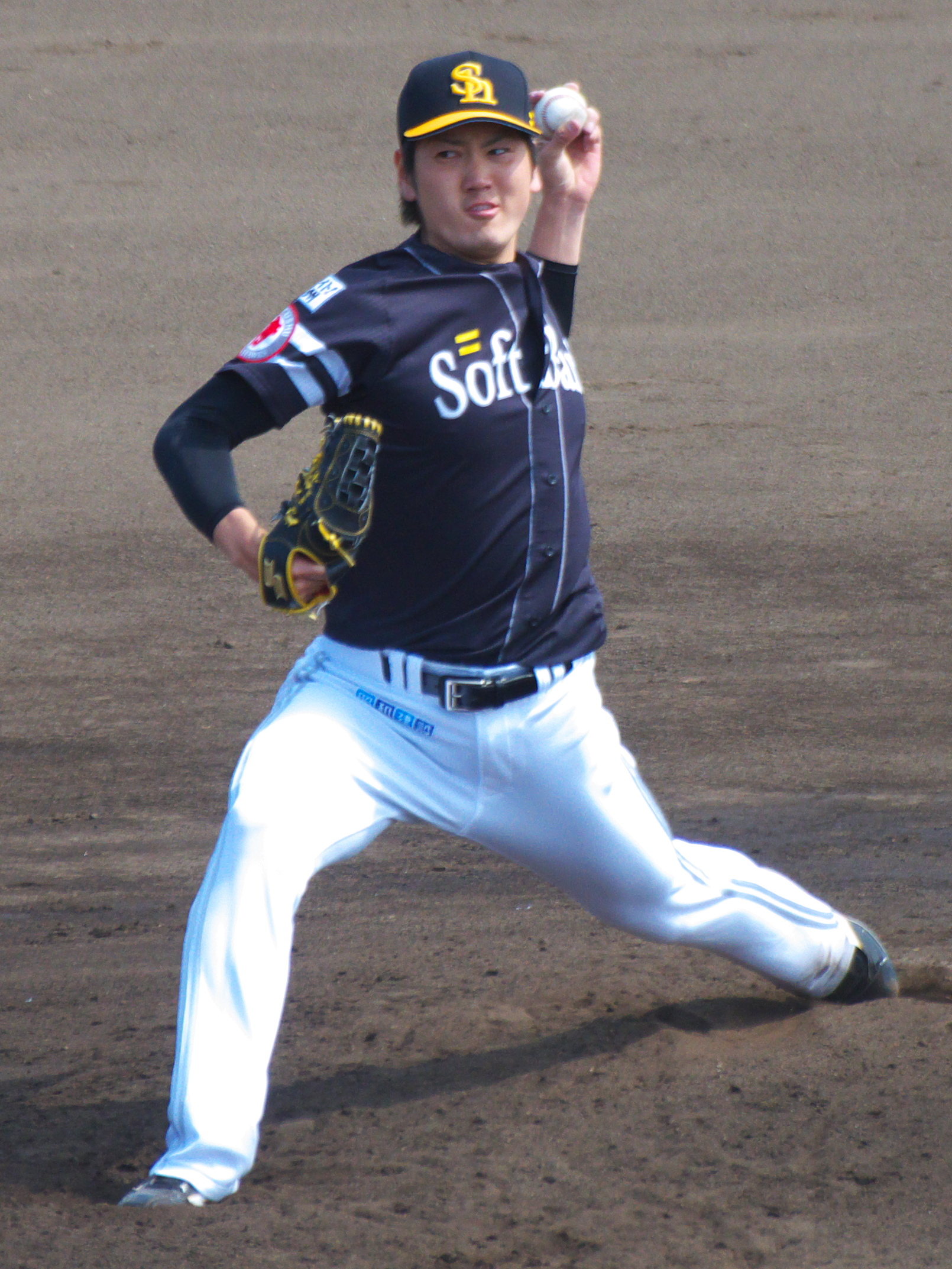
投球フォーム 2019年4月13日四国中央市浜公園川之江野球場にて

プロで大成しなかった理由として本人は「二軍慣れしてましたね。二軍で気持ちよく投げてしまうことに慣れきっていた」と分析しており「言ってしまえば、努力するタイプじゃない。大谷とか見ていると全然違いますもん。まあ、ファームでタイトルを獲った4年目に一軍に上がれなかったのが全てじゃないですか」と語っている。兄の将生の野球賭博問題については、球界追放を悲しく思い、自分まで色眼鏡で見られたり時に観客から心無い野次も受けたりしたが、それでも本人は2016年シーズン以降も2015年シーズン以前と様子が然程変わらなかったという。

### 引退後
球団職員として働きつつ、オンラインカジノサイト「BeeBet」にてスポーツベットを主とする 「笠原塾」を運営していた。
現在は博多区内のラーメン店に勤務している。1日14時間ほど店に滞在するのがざらな激務をこなし、さらに自ら泊りがけでスープを仕込む。

## 選手としての特徴
- しなやかな腕の振りから伸びのある直球（145km/h）[38]、2種類のカーブ、スライダーで奪三振数を誇る[38][39]。リーチを活かした糸を引くような直球と落差のある変化球で勝負する投手[40]。プロ入り後にツーシームとフォークを覚えた[9]。

## 詳細情報

### 年度別投手成績
| 年 度    | 球 団        | 登 板 | 先 発 | 完 投 | 完 封 | 無 四 球 | 勝 利 | 敗 戦 | セ 丨 ブ | ホ 丨 ル ド | 勝 率 | 打 者 | 投 球 回 | 被 安 打 | 被 本 塁 打 | 与 四 球 | 敬 遠 | 与 死 球 | 奪 三 振 | 暴 投 | ボ 丨 ク | 失 点 | 自 責 点 | 防 御 率 | W H I P |
| -------- | ------------ | ----- | ----- | ----- | ----- | -------- | ----- | ----- | -------- | ----------- | ----- | ----- | -------- | -------- | ----------- | -------- | ----- | -------- | -------- | ----- | -------- | ----- | -------- | -------- | ------- |
| 2017     | ソフトバンク | 6     | 0     | 0     | 0     | 0        | 0     | 0     | 0        | 0           | ----  | 34    | 8.1      | 5        | 1           | 4        | 0     | 2        | 3        | 1     | 0        | 4     | 4        | 4.32     | 1.08    |
| 2018     | ソフトバンク | 1     | 0     | 0     | 0     | 0        | 0     | 0     | 0        | 0           | ----  | 6     | 1.0      | 2        | 0           | 0        | 0     | 1        | 0        | 0     | 0        | 1     | 1        | 9.00     | 2.00    |
| NPB：2年 | NPB：2年     | 7     | 0     | 0     | 0     | 0        | 0     | 0     | 0        | 0           | ----  | 40    | 9.1      | 7        | 1           | 4        | 0     | 3        | 3        | 1     | 0        | 5     | 5        | 4.82     | 1.18    |

### 年度別守備成績
| 年 度 | 球 団        | 投手  | 投手  | 投手  | 投手  | 投手  | 投手     |
| 年 度 | 球 団        | 試 合 | 刺 殺 | 補 殺 | 失 策 | 併 殺 | 守 備 率 |
| ----- | ------------ | ----- | ----- | ----- | ----- | ----- | -------- |
| 2017  | ソフトバンク | 6     | 1     | 1     | 0     | 0     | 1.000    |
| 2018  | ソフトバンク | 1     | 0     | 0     | 0     | 0     | ----     |
| 通算  | 通算         | 7     | 1     | 1     | 0     | 0     | 1.000    |

### 表彰
- ファーム新人賞（2016年）[41]

### 記録
- 初登板：2017年5月24日、対千葉ロッテマリーンズ11回戦（福岡 ヤフオク!ドーム）、5回表に2番手で救援登板、1/3回無失点[42]
- 初奪三振：2017年5月25日、対千葉ロッテマリーンズ12回戦（福岡 ヤフオク!ドーム）、7回表に田村龍弘から空振り三振

### 背番号
- 63（2013年 - 2018年）
  - 19（2016 WBSC U-23ワールドカップ 日本代表）
- 130（2019年）

### 登場曲
- 「ときめきよ永遠に～ずっと忘れない～」ビーグルクルー（2014年）
- 「負けない心」AAA（2015年）
- 「さよならの前に」AAA（2016年）
- 「目、鼻、口」SOL（2017年）
- 「紅空」 lecca（2018年）
- 「More Than Friends」Inna、Daddy Yankee（2019年 - ）
- 「花唄」GReeeeN（2019年 - ）

### 代表歴
- 2016 WBSC U-23ワールドカップ 日本代表